# Zbór Kościoła Zielonoświątkowego „Eklezja” w Gdyni
Zbór Kościoła Zielonoświątkowego „Eklezja” w Gdyni – zbór Kościoła Zielonoświątkowego w RP znajdujący się w Gdyni.
Spotkania (nabożeństwa) odbywają się w niedziele o 11.00.